# Eristalinus viridistriatus
Eristalinus viridistriatus är en tvåvingeart som först beskrevs av Szilady 1942.  Eristalinus viridistriatus ingår i släktet slamflugor, och familjen blomflugor. Inga underarter finns listade i Catalogue of Life.